# سوس آلیخانیان
سوس ایساهاکی آلیخانیان (ارمنی: Սոս Իսահակի Ալիխանյան; روسی: Сос Исаакович Алиханян؛ ۲۶ نوامبر ۱۹۰۶ – ۲۶ ژانویهٔ ۱۹۸۵) یک نسل‌شناس در زمینه ژنتیک اهل ارمنستان-شوروی بود.
وی در ۲۶ نوامبر ۱۹۰۶ در باکو به دنیا آمد و از دانشگاه اقتصاد پلخانف روسیه فارغ‌التحصیل گشت. وی در دانشگاه دولتی مسکو فعالیت نمود.  وی در ۲۶ ژانویهٔ ۱۹۸۵ در سن ۷۸ سالگی در مسکو درگذشت.